# Aldo Nova (album)
Aldo Nova è l'album di debutto omonimo del musicista rock/AOR Aldo Nova. Il disco è uscito nel 1982 per l'etichetta discografica Portrait Records.
Trainato dal successo del singolo Fantasy, l'album raggiunge l'ottavo posto in classifica e conquista il doppio disco di platino per le vendite.

## Tracce
Testi e musiche di Aldo Nova.
1. Fantasy – 5:05
2. Hot Love – 3:54
3. It's Too Late – 3:23
4. Ball and Chain – 4:01
5. Heart to Heart – 3:42
6. Foolin' Yourself – 3:35
7. Under the Gun – 3:47
8. You're My Love – 3:33
9. Can't Stop Lovin' You – 3:57
10. See the Light – 3:56

## Formazione
- Aldo Nova - voce, chitarra, basso, tastiera
- Michel Pelo - basso
- Roberto Biagioni - basso
- Michael LaChapelle - batteria
- Dennis Chartrand - pianoforte

### Produzione
- Aldo Nova - produzione
- Tony Bongiovi - missaggio
- Bob Ludwig - mastering

## Classifiche
| Classifica (1982) | Posizione |
| ----------------- | --------- |
| Billboard 200     | 8         |

### Singoli
| Anno | Singolo          | Posizione         | Posizione       | Posizione |
| Anno | Singolo          | Billboard Hot 100 | Mainstream Rock |           |
| ---- | ---------------- | ----------------- | --------------- | --------- |
| 1982 | Fantasy          | 23                | 3               |           |
| 1982 | Foolin' Yourself | 65                | \               |           |